# Abancourt, Nord
Abancourt este o comună franceză situată în departamentul Nord, în regiunea Hauts-de-France.

## Geografie

### Localizare
Abancourt se află la 7,7 km nord de Cambrai, la 42,3 km sud-vest de Saint-Amand-les-Eaux și la 48,1 km sud-est de Arras.

### Comune limitrofe
| Fressies |          | Hem-Lenglet |
| Épinoy   |          |             |
| Sancourt | Blécourt | Bantigny    |

### Hidrografie
Comuna se află în bazinul hidrografic Artois-Picardie. Este drenată de un mic curs de apă intermitent.

### Climat
În 2010, clima comunei era de tip oceanic degradat specific câmpiilor din Centru și Nord, conform unui studiu al CNRS bazat pe un set de date care acoperă perioada 1971-2000. În 2020, Météo-France a publicat o tipologie a climei din Franța metropolitană, conform căreia comuna are un climat oceanic și se află în regiunea climatică nord-estică a bazinului parizian. Aceasta se caracterizează printr-un nivel redus de însorire, precipitații moderate, distribuite uniform pe parcursul anului, și ierni reci (3 °C).
Pentru perioada 1971-2000, temperatura medie anuală este de 10,5 °C, cu o amplitudine termică anuală de 14,9 °C. Cantitatea medie anuală de precipitații este de 693 mm, cu 11,9 zile de precipitații în ianuarie și 9,4 zile în iulie. Pentru perioada 1991-2020, temperatura medie anuală observată la stația meteorologică situată în comuna Douai la 18 km distanță în linie dreaptă, este de 11,3 °C, iar cantitatea medie anuală de precipitații este de 805,2 mm.
Pentru viitor, parametrii climatici estimati pentru comună pentru anul 2050, conform diferitelor scenarii de emisii de gaze cu efect de seră, pot fi consultati pe un site dedicat publicat de Météo-France în noiembrie 2022.

## Urbanism

### Tipologie
La 1 ianuarie 2024, Abancourt este clasificată drept o comună rurală cu habitat dispersat, conform noii grile comunale de densitate în șapte niveluri definită de INSEE (Institutul Național de Statistică și Studii Economice) în 2022. Comuna este situată în afara oricărei unități urbane. De asemenea, face parte din aria metropolitană a orașului Cambrai, din care este o comună de coroană. Această arie, care cuprinde 64 de comune, este clasificată în categoriile ariilor cu populații între 50.000 și mai puțin de 200.000 de locuitori.

### Utilizarea terenului
Utilizarea terenurilor din comună, conform bazei de date europene privind utilizarea biogeografică a terenurilor Corine Land Cover (CLC), este marcată de predominanța terenurilor agricole (93,2 % în 2018), o proporție aproape echivalentă cu cea din 1990 (93,9 %). Distribuția detaliată în 2018 este următoarea: terenuri arabile (93,2 %), zone urbanizate (6,8 %). Evoluția ocupării terenurilor în comună și a infrastructurilor sale poate fi observată pe diferitele reprezentări cartografice ale teritoriului: harta Cassini (secolul XVIII), harta de stat-major (1820-1866) și hărțile sau fotografiile aeriene ale IGN pentru perioada actuală (1950 până în prezent).

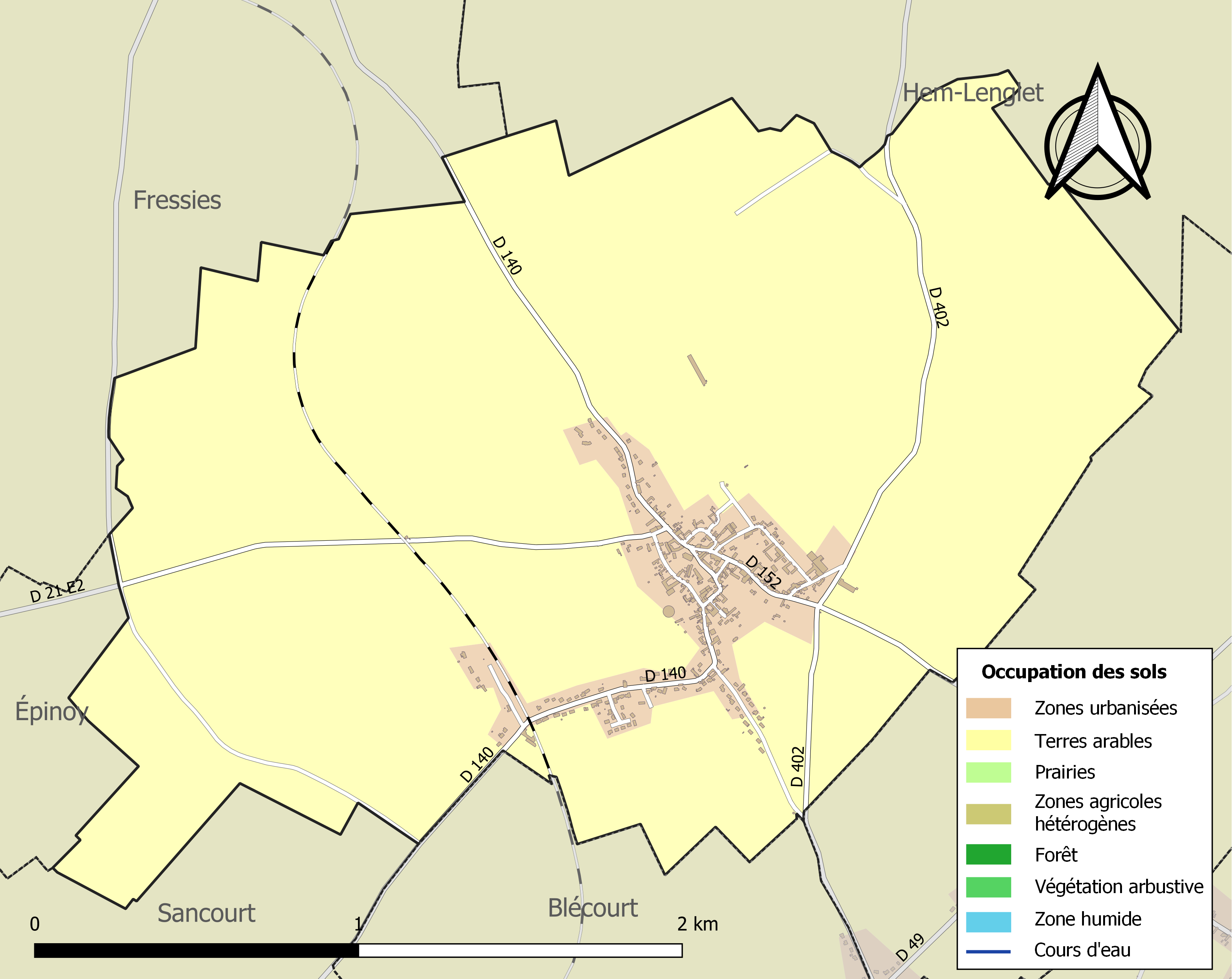
Harta infrastructurii și utilizării terenului a comunei în 2018 (CLC).

### Căi de comunicație și transport
Comuna Abancourt este deservită de drumurile departamentale:
- D402, care vine din Blécourt și merge către Hem-Lenglet;
- D152, care vine din Bantigny;
- D140, care vine din Sancourt și merge către Fressies.

## Toponimie
Numele localității este atestat sub forma Abuncurti în anul 1121.
Formările toponimice în -court, caracteristice nordului ținuturilor de limbă d'oïl, corespund stabilirii francilor mai mult sau mai puțin romanizați. Primul element al numelui localității este, de obicei, un nume de persoană de origine germanică, în acest caz Abbo în cazul regim. Termenul toponimic court provine din latinescul vulgar cōrtem „domeniu” sau curtis „curte, curte a fermei”, fiind același cuvânt ca cour, a cărui ortografie a fost rectificată pe baza latinescului curia, în timp ce derivatul său este courtois (politicos).

## Istorie

### Istorie medievală și modernă
Incendiat pentru prima dată de prădători în 1120, satul a fost din nou devastat pe 26 noiembrie 1553 de un incendiu provocat de trupele regelui Henric al II-lea. Un alt incendiu a afectat satul în anul 1655.
La 26 ianuarie 1651, prin scrisori emise la Madrid, Philippe d'Anneux, cavaler, baron de Crèvecœur, primul pair din Cambrésis, castelan ereditar al Cambrai, senior de Abancourt, Rumilly, Saint-Souplet, Fontaine-au-Pire etc., guvernator al Avesnes, a primit dreptul de a ridica domeniul și senioria Grand-Wargnies (Wargnies-le-Grand) la rang de marchizat, alăturând acestuia senioriile Boussois-sur-Sambre (Boussois) și Bual în Hainaut.

### Istorie contemporană
Distrusă în timpul luptelor din 1918, biserica Saint-Martin a fost reconstruită pe același amplasament, dar orientată în sens invers. Lucrările au durat aproape 10 ani (din 1923 până în 1933), sub coordonarea arhitectului Pierre Leprince-Ringuet. Sculpturile din beton turnat de pe fațadă au fost realizate de Marcel Gaumont folosind un procedeu pe care l-a dezvoltat personal. Picturile interioare ale corului și ale navei sunt opera lui Émile Flamant, care a utilizat tehnica fresco.
Abancourt a fost scena unei bătălii pe 22 și 23 mai 1940, între tancurile Batalionului 38 de Tancuri de Luptă (BCC), echipat cu tancuri Hotchkiss H35, și elemente ale Diviziilor 5-a și 7-a Panzer.
Batalionul a ajuns la Abancourt în dimineața zilei de 22 mai pentru a fi pus la dispoziția Regimentului 121 Infanterie (R.I.), împreună cu Grupul 3 de Recunoaștere de Infanterie și tancuri Hotchkiss aparținând unei Divizii Légère Mécanique (D.L.M.), cu scopul de a participa la o contraatac în direcția Abancourt - Hem-Lenglet.
La ora 7 dimineața, fără pregătire de artilerie și în ciuda hărțuirii aviației, înaintarea s-a desfășurat fără dificultăți până la Abancourt. Nimic nu a oprit tancurile sau infanteria, iar după-amiaza înaintarea a continuat în direcția Sancourt și Blécourt, infanteria atingând înălțimile din sud-vestul Abancourt.
Tancurile au continuat singure avansul către Tilloy, unde, fără protecție aeriană și cu un sprijin slab de artilerie, au reușit să progreseze cu 8 kilometri. Compania a 2-a și-a pierdut toți ofițerii, aceștia fiind uciși, răniți sau dați dispăruți. Tancurile au primit ordin să se retragă către marginile sudice ale localității Abancourt.
În timpul celui de-al Doilea Război Mondial, germanii au instalat un comandament militar (Kommandantur) la Abancourt
În 1946, trei copii cu vârste cuprinse între 10 și 13 ani, care se jucau cu cartușe în spatele bisericii, au fost uciși de explozia acestora.

## Populația și societatea

### Date demografice
Evoluția numărului de locuitori este cunoscută prin recensămintele populației efectuate în comună începând din 1793. Pentru comunele cu mai puțin de 10 000 de locuitori, un recensământ al întregii populații este realizat la fiecare cinci ani, populațiile legale pentru anii intermediari fiind estimate prin interpolare sau extrapolare.
În 2022, comuna număra 450 locuitori, în scădere cu -2,39 % față de 2016 (Nord: +0,51 %, Franța fără Mayotte: +2,11 %).
| An        | 1793 | 1821 | 1841 | 1856 | 1876 | 1886 | 1901 | 1921 | 1936 | 1962 | 1982 | 2006 | 2014 | 2022 |
| --------- | ---- | ---- | ---- | ---- | ---- | ---- | ---- | ---- | ---- | ---- | ---- | ---- | ---- | ---- |
| Populație | 511  | 580  | 676  | 642  | 610  | 582  | 568  | 398  | 413  | 365  | 351  | 451  | 457  | 450  |

## Cultura locală și patrimoniul

### Locuri și monumente
- Biserica Saint-Martin
- Monumentul Eroilor